# Ludwig Dieterich
Ludwig Joseph Karl Anton Dieterich (* 20. April 1819 in Olpe; † 28. Dezember 1895 in Berlin) war ein preußischer Generalleutnant.

## Leben

### Herkunft
Ludwig war ein Sohn des gleichnamigen preußischen Leutnants bei der Landgendarmerie und späteren Salzmagazininspekteurs Ludwig Dieterich († 1852) und dessen Ehefrau Elisabeth, geborene von Stockhausen († 1867).

### Militärkarriere
Nach dem Besuch der Bürgerschule in Kolberg und des Gymnasiums in Berlin trat Dieterich am 3. Oktober 1837 als Pionier in die 2. Pionier-Abteilung der Preußischen Armee ein. Zur weiteren Ausbildung absolvierte er ab Oktober 1838 für drei Jahre die Vereinigte Artillerie- und Ingenieurschule. Zwischenzeitlich wurde er am 4. November 1840 als Sekondeleutnant der 1. Ingenieur-Inspektion aggregiert nach seinem Abschluss zur 1. Pionierabteilung versetzt sowie Mitte Dezember 1843 einrangiert. Dieterich stieg Ende April 1844 zum Abteilungsadjutanten auf, wurde am 24. März 1848 zur Fortifikation nach Danzig kommandiert und am 21. März 1849 zum Adjutanten der 1. Pionier-Inspektion ernannt. Während des Feldzuges gegen Dänemark war er vom 6. April bis zum 31. August 1849 Adjutant des Stabsoffiziers der Ingenieure beim Oberkommando der deutschen Bundestruppen in Schleswig und Holstein und nahm in dieser Eigenschaft am Gefecht bei Düppel teil. Als Premierleutnant versah er ab dem 26. Juni 1852 wieder Fortifikationsdienst in Danzig. Dieterich wurde am 31. Mai 1853 Adjutant der 1. Ingenieur-Inspektion und in dieser Stellung am 1. Oktober 1853 zum Hauptmann befördert sowie im Januar 1857 anlässlich des Ordensfestes mit dem Roten Adlerorden IV. Klasse mit Schwertern ausgezeichnet. Nach einer mehrmonatigen Kommandierung zur Ingenieur-Abteilung wurde er am 22. März 1860 zum Chef der 3. Abteilung im Kriegsministerium ernannt und am 1. Juni 1860 zum Major befördert. Am 13. Januar 1864 kehrte Dieterich mit der Versetzung nach Neiße als Kommandeur des Schlesischen Pionier-Bataillon Nr. 6 in den Truppendienst zurück und avancierte Mitte Juni 1865 zum Oberstleutnant. Als solcher führte er sein Bataillon 1866 im Krieg gegen Österreich in der Schlacht bei Königgrätz und erhielt dafür den Roten Adlerorden III. Klasse mit Schwertern.
Nach dem Friedensschluss wurde Dieterich Mitte April 1867 der Charakter als Oberst verliehen und einen Monat später erfolgte seine Ernennung zum Ingenieuroffizier vom Platz in Neiße. Er erhielt am 17. Oktober 1867 mit Wirkung vom 18. April 1867 das Patent als Oberst und wurde zugleich zum Inspekteur der 2. Pionier-Inspektion in Glogau ernannt. Bei der Mobilmachung zum Krieg gegen Frankreich wurde Dieterich am 18. Juli 1870 Erster Ingenieuroffizier bei Generalgouvernement im Bereich des I., II., IX. und X. Armee-Korps. Am 25. April 1871 kehrte in seine Stellung als Inspekteur der 2. Pionier-Inspektion zurück. Dieterich erhielt am 18. Januar 1872 den Charakter als Generalmajor sowie den Kronen-Orden II. Klasse. Unter Verleihung eines Patent vom 18. Januar 1872 wurde er bekam am 12. April 1873 zum Generalmajor befördert und zum Inspekteur der 2. Ingenieur-Inspektion ernannt. Ab dem 15. Mai 1875 war er zugleich Inspekteur der Vereinigten Artillerie- und Ingenieurschule. Dieterich stieg am 22. März 1877 zum Generalleutnant auf und wurde unter Entbindung von seiner Stellung am 28. November 1882 zum Präses der Prüfungskommission des Ingenieurkorps ernannt. Anlässlich des Ordensfestes wurde er im Januar 1883 mit dem Roten Adlerorden I. Klasse mit Eichenlaub und Schwertern am Ringe ausgezeichnet und am 15. Mai 1883 mit Pension zur Disposition gestellt. Er starb am 28. Dezember 1895 in Berlin und wurde am 2. Januar 1896 auf dem Invalidenfriedhof beigesetzt.
Oberst von Schweinitz schrieb 1865 in seiner Beurteilung: „Ein in allen Zweigen des Ingenieurdienst sowie in dem der Adjutantur und des Kriegsministeriums durchgebildeter Stabsoffizier, unter dessen Führung sich der ihm untergebene Truppenteil in vortrefflichem Zustand befindet. Von lebhaftem Charakter, ritterlicher Gesinnung, voll Eifer und Liebe für den Beruf, wirkt er auch auf das Offizierskorps desselben durch Anleitung und Beispiel bildend und fördernd. Kräftig an Geist und Körper, ist er für den Felddienst und insbesondere für die Stellung eines 1. Ingenieuroffiziers im Hauptquartier eines mobilen Armeekorps ganz besonders geeignet. Er darf zu denjenigen ausgezeichneten Offizieren gerechnet werden, die schon im Voraus ihre Befähigung zur Bekleidung höherer Dienststellen des Korps außer Zweifel zu setzen wissen.“

### Familie
Dieterich heiratete am 4. Mai 1848 in Maczkau Klara Röpell (1829–1908). Sie war eine Tochter des Gutsbesitzers Friedrich Röpell und wurde nach ihrem Tod ebenfalls auf dem Berliner Invalidenfriedhof beigesetzt.